# Ciclism la Jocurile Olimpice de vară din 2020 - Urmărire feminin pe echipe
Cursa ciclistă de urmărire feminin pe echipe de la Jocurile Olimpice de vară din 2020 a avut loc în perioada 2-4 august 2021 pe Izu Velodrome,Tokyo.

## Program
Orele sunt ora Japoniei (UTC+9) 
| Data                 | Timp        | Etapă             |
| -------------------- | ----------- | ----------------- |
| Luni, 2 august 2021  | 15:30       | Calificări        |
| Marți, 3 august 2021 | 15:30 17:05 | Primul tur Finala |

## Rezultate

### Calificări
| Loc | Țară                       | Cicliste                                                                  | Rezultat | Note |
| --- | -------------------------- | ------------------------------------------------------------------------- | -------- | ---- |
| 1   | Germania                   | Franziska Brauße Lisa Brennauer Lisa Klein Mieke Kröger                   | 4:07,307 | RM   |
| 2   | Marea Britanie             | Katie Archibald Laura Kenny Elinor Barker Josie Knight                    | 4:09,022 |      |
| 3   | Statele Unite ale Americii | Jennifer Valente Chloé Dygert Emma White Lily Williams                    | 4:10,118 |      |
| 4   | Italia                     | Elisa Balsamo Letizia Paternoster Rachele Barbieri Vittoria Guazzini      | 4:11,666 |      |
| 5   | Franța                     | Victoire Berteau Marion Borras Valentine Fortin Marie Le Net              | 4:12,502 |      |
| 6   | Noua Zeelandă              | Holly Edmondston Bryony Botha Kirstie James Jaime Nielsen                 | 4:12,536 |      |
| 7   | Australia                  | Georgia Baker Annette Edmondson Ashlee Ankudinoff Alexandra Manly         | 4:13,571 |      |
| 8   | Canada                     | Allison Beveridge Jasmin Duehring Annie Foreman-Mackey Georgia Simmerling | 4:15,832 |      |

### Primul tur
| Loc | Serie | Țară                       | Cicliste                                                                  | Rezultat | Note    |
| --- | ----- | -------------------------- | ------------------------------------------------------------------------- | -------- | ------- |
| 1   | 4     | Germania                   | Franziska Brauße Lisa Brennauer Lisa Klein Mieke Kröger                   | 4:06,159 | CMA, RM |
| 2   | 3     | Marea Britanie             | Katie Archibald Laura Kenny Neah Evans Josie Knight                       | 4:06,748 | CMA     |
| 3   | 3     | Statele Unite ale Americii | Megan Jastrab Jennifer Valente Chloé Dygert Emma White                    | 4:07,562 | CMB     |
| 4   | 2     | Canada                     | Allison Beveridge Ariane Bonhomme Annie Foreman-Mackey Georgia Simmerling | 4:09,249 | CMB     |
| 5   | 1     | Australia                  | Georgia Baker Annette Edmondson Ashlee Ankudinoff Maeve Plouffe           | 4:09,992 |         |
| 6   | 4     | Italia                     | Elisa Balsamo Letizia Paternoster Rachele Barbieri Vittoria Guazzini      | 4:10,063 |         |
| 7   | 1     | Noua Zeelandă              | Holly Edmondston Bryony Botha Rushlee Buchanan Jaime Nielsen              | 4:10,223 |         |
| 8   | 2     | Franța                     | Marion Borras Coralie Demay Valentine Fortin Marie Le Net                 | 4:11,888 |         |

### Finale
| Loc                            | Țară                       | Cicliste                                                                  | Rezultat | Note |
| ------------------------------ | -------------------------- | ------------------------------------------------------------------------- | -------- | ---- |
| Finala pentru medalia de aur   |                            |                                                                           |          |      |
| 1                              | Germania                   | Franziska Brauße Lisa Brennauer Lisa Klein Mieke Kröger                   | 4:04,242 | RM   |
| 2                              | Marea Britanie             | Katie Archibald Laura Kenny Neah Evans Josie Knight                       | 4:10,607 |      |
| Finala pentru medalia de bronz |                            |                                                                           |          |      |
| 3                              | Statele Unite ale Americii | Megan Jastrab Jennifer Valente Chloé Dygert Emma White                    | 4:08,040 |      |
| 4                              | Canada                     | Allison Beveridge Ariane Bonhomme Annie Foreman-Mackey Georgia Simmerling | 4:10,552 |      |
| Finala pentru locul 5          |                            |                                                                           |          |      |
| 5                              | Australia                  | Georgia Baker Annette Edmondson Ashlee Ankudinoff Maeve Plouffe           | 4:11,041 |      |
| 6                              | Italia                     | Elisa Balsamo Letizia Paternoster Martina Alzini Vittoria Guazzini        | 4:11,108 |      |
| Finala pentru locul 7          |                            |                                                                           |          |      |
| 7                              | Franța                     | Victoire Berteau Marion Borras Valentine Fortin Marie Le Net              | 4:10,388 |      |
| 8                              | Noua Zeelandă              | Holly Edmondston Bryony Botha Kirstie James Jaime Nielsen                 | 4:10,600 |      |